# Арвіка (комуна)
Комуна Арвіка (швед. Arvika kommun) — адміністративно-територіальна одиниця місцевого самоврядування, що розташована в лені Вермланд у центральній Швеції.
Арвіка 50-а за величиною території комуна Швеції. Адміністративний центр комуни — місто Арвіка.

## Населення
Населення становить 25 822 чоловік (станом на вересень 2012 року). 
| Кількість населення комуни Арвіка за 1970-2010 роки | Кількість населення комуни Арвіка за 1970-2010 роки | Кількість населення комуни Арвіка за 1970-2010 роки | Кількість населення комуни Арвіка за 1970-2010 роки | Кількість населення комуни Арвіка за 1970-2010 роки |
| --------------------------------------------------- | --------------------------------------------------- | --------------------------------------------------- | --------------------------------------------------- | --------------------------------------------------- |
| Рік                                                 |                                                     |                                                     | Населення                                           |                                                     |
| 1970                                                | 1970                                                |                                                     | 27 296                                              | 27 296                                              |
| 1975                                                | 1975                                                |                                                     | 27 446                                              | 27 446                                              |
| 1980                                                | 1980                                                |                                                     | 26 891                                              | 26 891                                              |
| 1985                                                | 1985                                                |                                                     | 26 558                                              | 26 558                                              |
| 1990                                                | 1990                                                |                                                     | 26 887                                              | 26 887                                              |
| 1995                                                | 1995                                                |                                                     | 26 919                                              | 26 919                                              |
| 2000                                                | 2000                                                |                                                     | 26 188                                              | 26 188                                              |
| 2005                                                | 2005                                                |                                                     | 26 265                                              | 26 265                                              |
| 2010                                                | 2010                                                |                                                     | 26 034                                              | 26 034                                              |
| Джерело: SCB                                        |                                                     |                                                     |                                                     |                                                     |

## Населені пункти
Комуні підпорядковано 9 міських поселень (tätort) та низка сільських, більші з яких:
- Арвіка (Arvika)
- Єссефорс (Jössefors)
- Едане (Edane)
- Клессбуль (Klässbol)
- Сульвік (Sulvik)
- Гуннарскуг (Gunnarskog)

## Міста побратими
Комуна підтримує побратимські контакти з такими муніципалітетами:
- Комуна Конгсвінгер, Норвегія
- Юлеярві, Фінляндія
- Сківе, Данія

## Виноски
1. ↑  https://www.vf.se/2014/10/27/claes-pettersson-slutar-som-kommunalrad-e2f6d/
2. ↑  (unspecified title) — 1995. — ISBN 91-38-30428-7
3. ↑  https://www.nwt.se/2023/09/21/efter-bottenresultatet-det-gar-att-vanda-det-har-797fd/
4. ↑  (unspecified title) — 1994. — ISBN 91-38-12948-5
5. ↑  (unspecified title) — 1985. — ISBN 91-38-90564-7
6. ↑  Sveriges statskalender — Stockholm: 1984. — 899 с. — ISBN 91-38-90400-4
7. ↑  (unspecified title) — 1980. — ISBN 91-38-05350-0
8. ↑  Sveriges statskalender — Stockholm: 1978. — 1293 с. — ISBN 91-38-03894-3
9. ↑  (unspecified title) — 1977. — ISBN 91-38-03338-0
10. ↑  (unspecified title) — 1976. — ISBN 91-38-02736-4
11. ↑  (unspecified title)
12. ↑  Folkmangd i riket, lan och kommuner (шв.) . Центральне бюро статистики Швеції. Архів оригіналу за 20 серпня 2013. Процитовано 8 лютого 2013.